# Fou (échecs)
Pour les articles homonymes, voir Fou.

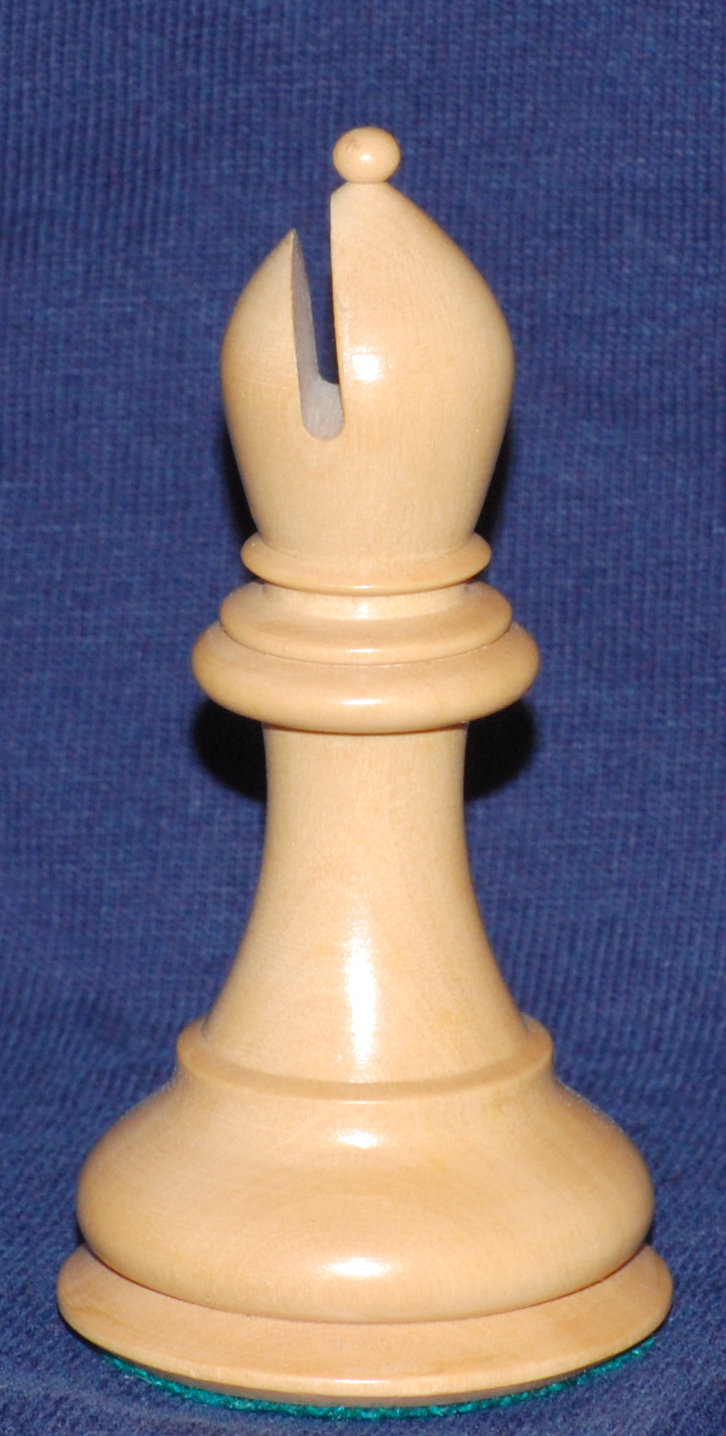
Un fou du jeu de pièces Staunton.

Le fou (♗, ♝) est une pièce du jeu d'échecs se déplaçant en diagonale.

## Déplacements et capture
Chacun des joueurs commence avec deux fous, placés en c1 et f1 pour les blancs, et c8 et f8 pour les noirs. Le fou se déplace en diagonale.
Cette pièce est à longue portée, c’est-à-dire qu'elle peut être déplacée d'autant de cases qu'on le souhaite, sans pouvoir sauter par-dessus une autre pièce. Elle ne peut changer de couleur de case durant la partie et ne balaie donc que la moitié de l'échiquier. À l'instar du cavalier, le fou est une pièce mineure. En général, on lui attribue la même valeur que le cavalier, la différence dépendant de la position sur l'échiquier.
|   | a | b | c | d | e | f | g | h |   |
| 8 | cercle blanc sur case noire a7 · cercle blanc sur case noire b6 · cercle blanc sur case noire h6 · cercle blanc sur case noire c5 · cercle blanc sur case noire g5 · cercle blanc sur case noire d4 · cercle blanc sur case noire f4 · Fou blanc sur case noire e3 · cercle blanc sur case noire d2 · cercle blanc sur case noire f2 · cercle blanc sur case noire c1 · cercle blanc sur case noire g1 | cercle blanc sur case noire a7 · cercle blanc sur case noire b6 · cercle blanc sur case noire h6 · cercle blanc sur case noire c5 · cercle blanc sur case noire g5 · cercle blanc sur case noire d4 · cercle blanc sur case noire f4 · Fou blanc sur case noire e3 · cercle blanc sur case noire d2 · cercle blanc sur case noire f2 · cercle blanc sur case noire c1 · cercle blanc sur case noire g1 | cercle blanc sur case noire a7 · cercle blanc sur case noire b6 · cercle blanc sur case noire h6 · cercle blanc sur case noire c5 · cercle blanc sur case noire g5 · cercle blanc sur case noire d4 · cercle blanc sur case noire f4 · Fou blanc sur case noire e3 · cercle blanc sur case noire d2 · cercle blanc sur case noire f2 · cercle blanc sur case noire c1 · cercle blanc sur case noire g1 | cercle blanc sur case noire a7 · cercle blanc sur case noire b6 · cercle blanc sur case noire h6 · cercle blanc sur case noire c5 · cercle blanc sur case noire g5 · cercle blanc sur case noire d4 · cercle blanc sur case noire f4 · Fou blanc sur case noire e3 · cercle blanc sur case noire d2 · cercle blanc sur case noire f2 · cercle blanc sur case noire c1 · cercle blanc sur case noire g1 | cercle blanc sur case noire a7 · cercle blanc sur case noire b6 · cercle blanc sur case noire h6 · cercle blanc sur case noire c5 · cercle blanc sur case noire g5 · cercle blanc sur case noire d4 · cercle blanc sur case noire f4 · Fou blanc sur case noire e3 · cercle blanc sur case noire d2 · cercle blanc sur case noire f2 · cercle blanc sur case noire c1 · cercle blanc sur case noire g1 | cercle blanc sur case noire a7 · cercle blanc sur case noire b6 · cercle blanc sur case noire h6 · cercle blanc sur case noire c5 · cercle blanc sur case noire g5 · cercle blanc sur case noire d4 · cercle blanc sur case noire f4 · Fou blanc sur case noire e3 · cercle blanc sur case noire d2 · cercle blanc sur case noire f2 · cercle blanc sur case noire c1 · cercle blanc sur case noire g1 | cercle blanc sur case noire a7 · cercle blanc sur case noire b6 · cercle blanc sur case noire h6 · cercle blanc sur case noire c5 · cercle blanc sur case noire g5 · cercle blanc sur case noire d4 · cercle blanc sur case noire f4 · Fou blanc sur case noire e3 · cercle blanc sur case noire d2 · cercle blanc sur case noire f2 · cercle blanc sur case noire c1 · cercle blanc sur case noire g1 | cercle blanc sur case noire a7 · cercle blanc sur case noire b6 · cercle blanc sur case noire h6 · cercle blanc sur case noire c5 · cercle blanc sur case noire g5 · cercle blanc sur case noire d4 · cercle blanc sur case noire f4 · Fou blanc sur case noire e3 · cercle blanc sur case noire d2 · cercle blanc sur case noire f2 · cercle blanc sur case noire c1 · cercle blanc sur case noire g1 | 8 |
| 7 | cercle blanc sur case noire a7 · cercle blanc sur case noire b6 · cercle blanc sur case noire h6 · cercle blanc sur case noire c5 · cercle blanc sur case noire g5 · cercle blanc sur case noire d4 · cercle blanc sur case noire f4 · Fou blanc sur case noire e3 · cercle blanc sur case noire d2 · cercle blanc sur case noire f2 · cercle blanc sur case noire c1 · cercle blanc sur case noire g1 | cercle blanc sur case noire a7 · cercle blanc sur case noire b6 · cercle blanc sur case noire h6 · cercle blanc sur case noire c5 · cercle blanc sur case noire g5 · cercle blanc sur case noire d4 · cercle blanc sur case noire f4 · Fou blanc sur case noire e3 · cercle blanc sur case noire d2 · cercle blanc sur case noire f2 · cercle blanc sur case noire c1 · cercle blanc sur case noire g1 | cercle blanc sur case noire a7 · cercle blanc sur case noire b6 · cercle blanc sur case noire h6 · cercle blanc sur case noire c5 · cercle blanc sur case noire g5 · cercle blanc sur case noire d4 · cercle blanc sur case noire f4 · Fou blanc sur case noire e3 · cercle blanc sur case noire d2 · cercle blanc sur case noire f2 · cercle blanc sur case noire c1 · cercle blanc sur case noire g1 | cercle blanc sur case noire a7 · cercle blanc sur case noire b6 · cercle blanc sur case noire h6 · cercle blanc sur case noire c5 · cercle blanc sur case noire g5 · cercle blanc sur case noire d4 · cercle blanc sur case noire f4 · Fou blanc sur case noire e3 · cercle blanc sur case noire d2 · cercle blanc sur case noire f2 · cercle blanc sur case noire c1 · cercle blanc sur case noire g1 | cercle blanc sur case noire a7 · cercle blanc sur case noire b6 · cercle blanc sur case noire h6 · cercle blanc sur case noire c5 · cercle blanc sur case noire g5 · cercle blanc sur case noire d4 · cercle blanc sur case noire f4 · Fou blanc sur case noire e3 · cercle blanc sur case noire d2 · cercle blanc sur case noire f2 · cercle blanc sur case noire c1 · cercle blanc sur case noire g1 | cercle blanc sur case noire a7 · cercle blanc sur case noire b6 · cercle blanc sur case noire h6 · cercle blanc sur case noire c5 · cercle blanc sur case noire g5 · cercle blanc sur case noire d4 · cercle blanc sur case noire f4 · Fou blanc sur case noire e3 · cercle blanc sur case noire d2 · cercle blanc sur case noire f2 · cercle blanc sur case noire c1 · cercle blanc sur case noire g1 | cercle blanc sur case noire a7 · cercle blanc sur case noire b6 · cercle blanc sur case noire h6 · cercle blanc sur case noire c5 · cercle blanc sur case noire g5 · cercle blanc sur case noire d4 · cercle blanc sur case noire f4 · Fou blanc sur case noire e3 · cercle blanc sur case noire d2 · cercle blanc sur case noire f2 · cercle blanc sur case noire c1 · cercle blanc sur case noire g1 | cercle blanc sur case noire a7 · cercle blanc sur case noire b6 · cercle blanc sur case noire h6 · cercle blanc sur case noire c5 · cercle blanc sur case noire g5 · cercle blanc sur case noire d4 · cercle blanc sur case noire f4 · Fou blanc sur case noire e3 · cercle blanc sur case noire d2 · cercle blanc sur case noire f2 · cercle blanc sur case noire c1 · cercle blanc sur case noire g1 | 7 |
| 6 | cercle blanc sur case noire a7 · cercle blanc sur case noire b6 · cercle blanc sur case noire h6 · cercle blanc sur case noire c5 · cercle blanc sur case noire g5 · cercle blanc sur case noire d4 · cercle blanc sur case noire f4 · Fou blanc sur case noire e3 · cercle blanc sur case noire d2 · cercle blanc sur case noire f2 · cercle blanc sur case noire c1 · cercle blanc sur case noire g1 | cercle blanc sur case noire a7 · cercle blanc sur case noire b6 · cercle blanc sur case noire h6 · cercle blanc sur case noire c5 · cercle blanc sur case noire g5 · cercle blanc sur case noire d4 · cercle blanc sur case noire f4 · Fou blanc sur case noire e3 · cercle blanc sur case noire d2 · cercle blanc sur case noire f2 · cercle blanc sur case noire c1 · cercle blanc sur case noire g1 | cercle blanc sur case noire a7 · cercle blanc sur case noire b6 · cercle blanc sur case noire h6 · cercle blanc sur case noire c5 · cercle blanc sur case noire g5 · cercle blanc sur case noire d4 · cercle blanc sur case noire f4 · Fou blanc sur case noire e3 · cercle blanc sur case noire d2 · cercle blanc sur case noire f2 · cercle blanc sur case noire c1 · cercle blanc sur case noire g1 | cercle blanc sur case noire a7 · cercle blanc sur case noire b6 · cercle blanc sur case noire h6 · cercle blanc sur case noire c5 · cercle blanc sur case noire g5 · cercle blanc sur case noire d4 · cercle blanc sur case noire f4 · Fou blanc sur case noire e3 · cercle blanc sur case noire d2 · cercle blanc sur case noire f2 · cercle blanc sur case noire c1 · cercle blanc sur case noire g1 | cercle blanc sur case noire a7 · cercle blanc sur case noire b6 · cercle blanc sur case noire h6 · cercle blanc sur case noire c5 · cercle blanc sur case noire g5 · cercle blanc sur case noire d4 · cercle blanc sur case noire f4 · Fou blanc sur case noire e3 · cercle blanc sur case noire d2 · cercle blanc sur case noire f2 · cercle blanc sur case noire c1 · cercle blanc sur case noire g1 | cercle blanc sur case noire a7 · cercle blanc sur case noire b6 · cercle blanc sur case noire h6 · cercle blanc sur case noire c5 · cercle blanc sur case noire g5 · cercle blanc sur case noire d4 · cercle blanc sur case noire f4 · Fou blanc sur case noire e3 · cercle blanc sur case noire d2 · cercle blanc sur case noire f2 · cercle blanc sur case noire c1 · cercle blanc sur case noire g1 | cercle blanc sur case noire a7 · cercle blanc sur case noire b6 · cercle blanc sur case noire h6 · cercle blanc sur case noire c5 · cercle blanc sur case noire g5 · cercle blanc sur case noire d4 · cercle blanc sur case noire f4 · Fou blanc sur case noire e3 · cercle blanc sur case noire d2 · cercle blanc sur case noire f2 · cercle blanc sur case noire c1 · cercle blanc sur case noire g1 | cercle blanc sur case noire a7 · cercle blanc sur case noire b6 · cercle blanc sur case noire h6 · cercle blanc sur case noire c5 · cercle blanc sur case noire g5 · cercle blanc sur case noire d4 · cercle blanc sur case noire f4 · Fou blanc sur case noire e3 · cercle blanc sur case noire d2 · cercle blanc sur case noire f2 · cercle blanc sur case noire c1 · cercle blanc sur case noire g1 | 6 |
| 5 | cercle blanc sur case noire a7 · cercle blanc sur case noire b6 · cercle blanc sur case noire h6 · cercle blanc sur case noire c5 · cercle blanc sur case noire g5 · cercle blanc sur case noire d4 · cercle blanc sur case noire f4 · Fou blanc sur case noire e3 · cercle blanc sur case noire d2 · cercle blanc sur case noire f2 · cercle blanc sur case noire c1 · cercle blanc sur case noire g1 | cercle blanc sur case noire a7 · cercle blanc sur case noire b6 · cercle blanc sur case noire h6 · cercle blanc sur case noire c5 · cercle blanc sur case noire g5 · cercle blanc sur case noire d4 · cercle blanc sur case noire f4 · Fou blanc sur case noire e3 · cercle blanc sur case noire d2 · cercle blanc sur case noire f2 · cercle blanc sur case noire c1 · cercle blanc sur case noire g1 | cercle blanc sur case noire a7 · cercle blanc sur case noire b6 · cercle blanc sur case noire h6 · cercle blanc sur case noire c5 · cercle blanc sur case noire g5 · cercle blanc sur case noire d4 · cercle blanc sur case noire f4 · Fou blanc sur case noire e3 · cercle blanc sur case noire d2 · cercle blanc sur case noire f2 · cercle blanc sur case noire c1 · cercle blanc sur case noire g1 | cercle blanc sur case noire a7 · cercle blanc sur case noire b6 · cercle blanc sur case noire h6 · cercle blanc sur case noire c5 · cercle blanc sur case noire g5 · cercle blanc sur case noire d4 · cercle blanc sur case noire f4 · Fou blanc sur case noire e3 · cercle blanc sur case noire d2 · cercle blanc sur case noire f2 · cercle blanc sur case noire c1 · cercle blanc sur case noire g1 | cercle blanc sur case noire a7 · cercle blanc sur case noire b6 · cercle blanc sur case noire h6 · cercle blanc sur case noire c5 · cercle blanc sur case noire g5 · cercle blanc sur case noire d4 · cercle blanc sur case noire f4 · Fou blanc sur case noire e3 · cercle blanc sur case noire d2 · cercle blanc sur case noire f2 · cercle blanc sur case noire c1 · cercle blanc sur case noire g1 | cercle blanc sur case noire a7 · cercle blanc sur case noire b6 · cercle blanc sur case noire h6 · cercle blanc sur case noire c5 · cercle blanc sur case noire g5 · cercle blanc sur case noire d4 · cercle blanc sur case noire f4 · Fou blanc sur case noire e3 · cercle blanc sur case noire d2 · cercle blanc sur case noire f2 · cercle blanc sur case noire c1 · cercle blanc sur case noire g1 | cercle blanc sur case noire a7 · cercle blanc sur case noire b6 · cercle blanc sur case noire h6 · cercle blanc sur case noire c5 · cercle blanc sur case noire g5 · cercle blanc sur case noire d4 · cercle blanc sur case noire f4 · Fou blanc sur case noire e3 · cercle blanc sur case noire d2 · cercle blanc sur case noire f2 · cercle blanc sur case noire c1 · cercle blanc sur case noire g1 | cercle blanc sur case noire a7 · cercle blanc sur case noire b6 · cercle blanc sur case noire h6 · cercle blanc sur case noire c5 · cercle blanc sur case noire g5 · cercle blanc sur case noire d4 · cercle blanc sur case noire f4 · Fou blanc sur case noire e3 · cercle blanc sur case noire d2 · cercle blanc sur case noire f2 · cercle blanc sur case noire c1 · cercle blanc sur case noire g1 | 5 |
| 4 | cercle blanc sur case noire a7 · cercle blanc sur case noire b6 · cercle blanc sur case noire h6 · cercle blanc sur case noire c5 · cercle blanc sur case noire g5 · cercle blanc sur case noire d4 · cercle blanc sur case noire f4 · Fou blanc sur case noire e3 · cercle blanc sur case noire d2 · cercle blanc sur case noire f2 · cercle blanc sur case noire c1 · cercle blanc sur case noire g1 | cercle blanc sur case noire a7 · cercle blanc sur case noire b6 · cercle blanc sur case noire h6 · cercle blanc sur case noire c5 · cercle blanc sur case noire g5 · cercle blanc sur case noire d4 · cercle blanc sur case noire f4 · Fou blanc sur case noire e3 · cercle blanc sur case noire d2 · cercle blanc sur case noire f2 · cercle blanc sur case noire c1 · cercle blanc sur case noire g1 | cercle blanc sur case noire a7 · cercle blanc sur case noire b6 · cercle blanc sur case noire h6 · cercle blanc sur case noire c5 · cercle blanc sur case noire g5 · cercle blanc sur case noire d4 · cercle blanc sur case noire f4 · Fou blanc sur case noire e3 · cercle blanc sur case noire d2 · cercle blanc sur case noire f2 · cercle blanc sur case noire c1 · cercle blanc sur case noire g1 | cercle blanc sur case noire a7 · cercle blanc sur case noire b6 · cercle blanc sur case noire h6 · cercle blanc sur case noire c5 · cercle blanc sur case noire g5 · cercle blanc sur case noire d4 · cercle blanc sur case noire f4 · Fou blanc sur case noire e3 · cercle blanc sur case noire d2 · cercle blanc sur case noire f2 · cercle blanc sur case noire c1 · cercle blanc sur case noire g1 | cercle blanc sur case noire a7 · cercle blanc sur case noire b6 · cercle blanc sur case noire h6 · cercle blanc sur case noire c5 · cercle blanc sur case noire g5 · cercle blanc sur case noire d4 · cercle blanc sur case noire f4 · Fou blanc sur case noire e3 · cercle blanc sur case noire d2 · cercle blanc sur case noire f2 · cercle blanc sur case noire c1 · cercle blanc sur case noire g1 | cercle blanc sur case noire a7 · cercle blanc sur case noire b6 · cercle blanc sur case noire h6 · cercle blanc sur case noire c5 · cercle blanc sur case noire g5 · cercle blanc sur case noire d4 · cercle blanc sur case noire f4 · Fou blanc sur case noire e3 · cercle blanc sur case noire d2 · cercle blanc sur case noire f2 · cercle blanc sur case noire c1 · cercle blanc sur case noire g1 | cercle blanc sur case noire a7 · cercle blanc sur case noire b6 · cercle blanc sur case noire h6 · cercle blanc sur case noire c5 · cercle blanc sur case noire g5 · cercle blanc sur case noire d4 · cercle blanc sur case noire f4 · Fou blanc sur case noire e3 · cercle blanc sur case noire d2 · cercle blanc sur case noire f2 · cercle blanc sur case noire c1 · cercle blanc sur case noire g1 | cercle blanc sur case noire a7 · cercle blanc sur case noire b6 · cercle blanc sur case noire h6 · cercle blanc sur case noire c5 · cercle blanc sur case noire g5 · cercle blanc sur case noire d4 · cercle blanc sur case noire f4 · Fou blanc sur case noire e3 · cercle blanc sur case noire d2 · cercle blanc sur case noire f2 · cercle blanc sur case noire c1 · cercle blanc sur case noire g1 | 4 |
| 3 | cercle blanc sur case noire a7 · cercle blanc sur case noire b6 · cercle blanc sur case noire h6 · cercle blanc sur case noire c5 · cercle blanc sur case noire g5 · cercle blanc sur case noire d4 · cercle blanc sur case noire f4 · Fou blanc sur case noire e3 · cercle blanc sur case noire d2 · cercle blanc sur case noire f2 · cercle blanc sur case noire c1 · cercle blanc sur case noire g1 | cercle blanc sur case noire a7 · cercle blanc sur case noire b6 · cercle blanc sur case noire h6 · cercle blanc sur case noire c5 · cercle blanc sur case noire g5 · cercle blanc sur case noire d4 · cercle blanc sur case noire f4 · Fou blanc sur case noire e3 · cercle blanc sur case noire d2 · cercle blanc sur case noire f2 · cercle blanc sur case noire c1 · cercle blanc sur case noire g1 | cercle blanc sur case noire a7 · cercle blanc sur case noire b6 · cercle blanc sur case noire h6 · cercle blanc sur case noire c5 · cercle blanc sur case noire g5 · cercle blanc sur case noire d4 · cercle blanc sur case noire f4 · Fou blanc sur case noire e3 · cercle blanc sur case noire d2 · cercle blanc sur case noire f2 · cercle blanc sur case noire c1 · cercle blanc sur case noire g1 | cercle blanc sur case noire a7 · cercle blanc sur case noire b6 · cercle blanc sur case noire h6 · cercle blanc sur case noire c5 · cercle blanc sur case noire g5 · cercle blanc sur case noire d4 · cercle blanc sur case noire f4 · Fou blanc sur case noire e3 · cercle blanc sur case noire d2 · cercle blanc sur case noire f2 · cercle blanc sur case noire c1 · cercle blanc sur case noire g1 | cercle blanc sur case noire a7 · cercle blanc sur case noire b6 · cercle blanc sur case noire h6 · cercle blanc sur case noire c5 · cercle blanc sur case noire g5 · cercle blanc sur case noire d4 · cercle blanc sur case noire f4 · Fou blanc sur case noire e3 · cercle blanc sur case noire d2 · cercle blanc sur case noire f2 · cercle blanc sur case noire c1 · cercle blanc sur case noire g1 | cercle blanc sur case noire a7 · cercle blanc sur case noire b6 · cercle blanc sur case noire h6 · cercle blanc sur case noire c5 · cercle blanc sur case noire g5 · cercle blanc sur case noire d4 · cercle blanc sur case noire f4 · Fou blanc sur case noire e3 · cercle blanc sur case noire d2 · cercle blanc sur case noire f2 · cercle blanc sur case noire c1 · cercle blanc sur case noire g1 | cercle blanc sur case noire a7 · cercle blanc sur case noire b6 · cercle blanc sur case noire h6 · cercle blanc sur case noire c5 · cercle blanc sur case noire g5 · cercle blanc sur case noire d4 · cercle blanc sur case noire f4 · Fou blanc sur case noire e3 · cercle blanc sur case noire d2 · cercle blanc sur case noire f2 · cercle blanc sur case noire c1 · cercle blanc sur case noire g1 | cercle blanc sur case noire a7 · cercle blanc sur case noire b6 · cercle blanc sur case noire h6 · cercle blanc sur case noire c5 · cercle blanc sur case noire g5 · cercle blanc sur case noire d4 · cercle blanc sur case noire f4 · Fou blanc sur case noire e3 · cercle blanc sur case noire d2 · cercle blanc sur case noire f2 · cercle blanc sur case noire c1 · cercle blanc sur case noire g1 | 3 |
| 2 | cercle blanc sur case noire a7 · cercle blanc sur case noire b6 · cercle blanc sur case noire h6 · cercle blanc sur case noire c5 · cercle blanc sur case noire g5 · cercle blanc sur case noire d4 · cercle blanc sur case noire f4 · Fou blanc sur case noire e3 · cercle blanc sur case noire d2 · cercle blanc sur case noire f2 · cercle blanc sur case noire c1 · cercle blanc sur case noire g1 | cercle blanc sur case noire a7 · cercle blanc sur case noire b6 · cercle blanc sur case noire h6 · cercle blanc sur case noire c5 · cercle blanc sur case noire g5 · cercle blanc sur case noire d4 · cercle blanc sur case noire f4 · Fou blanc sur case noire e3 · cercle blanc sur case noire d2 · cercle blanc sur case noire f2 · cercle blanc sur case noire c1 · cercle blanc sur case noire g1 | cercle blanc sur case noire a7 · cercle blanc sur case noire b6 · cercle blanc sur case noire h6 · cercle blanc sur case noire c5 · cercle blanc sur case noire g5 · cercle blanc sur case noire d4 · cercle blanc sur case noire f4 · Fou blanc sur case noire e3 · cercle blanc sur case noire d2 · cercle blanc sur case noire f2 · cercle blanc sur case noire c1 · cercle blanc sur case noire g1 | cercle blanc sur case noire a7 · cercle blanc sur case noire b6 · cercle blanc sur case noire h6 · cercle blanc sur case noire c5 · cercle blanc sur case noire g5 · cercle blanc sur case noire d4 · cercle blanc sur case noire f4 · Fou blanc sur case noire e3 · cercle blanc sur case noire d2 · cercle blanc sur case noire f2 · cercle blanc sur case noire c1 · cercle blanc sur case noire g1 | cercle blanc sur case noire a7 · cercle blanc sur case noire b6 · cercle blanc sur case noire h6 · cercle blanc sur case noire c5 · cercle blanc sur case noire g5 · cercle blanc sur case noire d4 · cercle blanc sur case noire f4 · Fou blanc sur case noire e3 · cercle blanc sur case noire d2 · cercle blanc sur case noire f2 · cercle blanc sur case noire c1 · cercle blanc sur case noire g1 | cercle blanc sur case noire a7 · cercle blanc sur case noire b6 · cercle blanc sur case noire h6 · cercle blanc sur case noire c5 · cercle blanc sur case noire g5 · cercle blanc sur case noire d4 · cercle blanc sur case noire f4 · Fou blanc sur case noire e3 · cercle blanc sur case noire d2 · cercle blanc sur case noire f2 · cercle blanc sur case noire c1 · cercle blanc sur case noire g1 | cercle blanc sur case noire a7 · cercle blanc sur case noire b6 · cercle blanc sur case noire h6 · cercle blanc sur case noire c5 · cercle blanc sur case noire g5 · cercle blanc sur case noire d4 · cercle blanc sur case noire f4 · Fou blanc sur case noire e3 · cercle blanc sur case noire d2 · cercle blanc sur case noire f2 · cercle blanc sur case noire c1 · cercle blanc sur case noire g1 | cercle blanc sur case noire a7 · cercle blanc sur case noire b6 · cercle blanc sur case noire h6 · cercle blanc sur case noire c5 · cercle blanc sur case noire g5 · cercle blanc sur case noire d4 · cercle blanc sur case noire f4 · Fou blanc sur case noire e3 · cercle blanc sur case noire d2 · cercle blanc sur case noire f2 · cercle blanc sur case noire c1 · cercle blanc sur case noire g1 | 2 |
| 1 | cercle blanc sur case noire a7 · cercle blanc sur case noire b6 · cercle blanc sur case noire h6 · cercle blanc sur case noire c5 · cercle blanc sur case noire g5 · cercle blanc sur case noire d4 · cercle blanc sur case noire f4 · Fou blanc sur case noire e3 · cercle blanc sur case noire d2 · cercle blanc sur case noire f2 · cercle blanc sur case noire c1 · cercle blanc sur case noire g1 | cercle blanc sur case noire a7 · cercle blanc sur case noire b6 · cercle blanc sur case noire h6 · cercle blanc sur case noire c5 · cercle blanc sur case noire g5 · cercle blanc sur case noire d4 · cercle blanc sur case noire f4 · Fou blanc sur case noire e3 · cercle blanc sur case noire d2 · cercle blanc sur case noire f2 · cercle blanc sur case noire c1 · cercle blanc sur case noire g1 | cercle blanc sur case noire a7 · cercle blanc sur case noire b6 · cercle blanc sur case noire h6 · cercle blanc sur case noire c5 · cercle blanc sur case noire g5 · cercle blanc sur case noire d4 · cercle blanc sur case noire f4 · Fou blanc sur case noire e3 · cercle blanc sur case noire d2 · cercle blanc sur case noire f2 · cercle blanc sur case noire c1 · cercle blanc sur case noire g1 | cercle blanc sur case noire a7 · cercle blanc sur case noire b6 · cercle blanc sur case noire h6 · cercle blanc sur case noire c5 · cercle blanc sur case noire g5 · cercle blanc sur case noire d4 · cercle blanc sur case noire f4 · Fou blanc sur case noire e3 · cercle blanc sur case noire d2 · cercle blanc sur case noire f2 · cercle blanc sur case noire c1 · cercle blanc sur case noire g1 | cercle blanc sur case noire a7 · cercle blanc sur case noire b6 · cercle blanc sur case noire h6 · cercle blanc sur case noire c5 · cercle blanc sur case noire g5 · cercle blanc sur case noire d4 · cercle blanc sur case noire f4 · Fou blanc sur case noire e3 · cercle blanc sur case noire d2 · cercle blanc sur case noire f2 · cercle blanc sur case noire c1 · cercle blanc sur case noire g1 | cercle blanc sur case noire a7 · cercle blanc sur case noire b6 · cercle blanc sur case noire h6 · cercle blanc sur case noire c5 · cercle blanc sur case noire g5 · cercle blanc sur case noire d4 · cercle blanc sur case noire f4 · Fou blanc sur case noire e3 · cercle blanc sur case noire d2 · cercle blanc sur case noire f2 · cercle blanc sur case noire c1 · cercle blanc sur case noire g1 | cercle blanc sur case noire a7 · cercle blanc sur case noire b6 · cercle blanc sur case noire h6 · cercle blanc sur case noire c5 · cercle blanc sur case noire g5 · cercle blanc sur case noire d4 · cercle blanc sur case noire f4 · Fou blanc sur case noire e3 · cercle blanc sur case noire d2 · cercle blanc sur case noire f2 · cercle blanc sur case noire c1 · cercle blanc sur case noire g1 | cercle blanc sur case noire a7 · cercle blanc sur case noire b6 · cercle blanc sur case noire h6 · cercle blanc sur case noire c5 · cercle blanc sur case noire g5 · cercle blanc sur case noire d4 · cercle blanc sur case noire f4 · Fou blanc sur case noire e3 · cercle blanc sur case noire d2 · cercle blanc sur case noire f2 · cercle blanc sur case noire c1 · cercle blanc sur case noire g1 | 1 |
|   | a | b | c | d | e | f | g | h |   |

|   | a | b | c | d | e | f | g | h |   |
| 8 | cercle blanc sur case noire h6 · Pion blanc sur case noire c5 · cercle blanc sur case noire g5 · cercle blanc sur case noire d4 · cercle blanc sur case noire f4 · Fou blanc sur case noire e3 · cercle blanc sur case noire d2 · cercle blanc sur case noire f2 · cercle blanc sur case noire c1 · cercle blanc sur case noire g1 | cercle blanc sur case noire h6 · Pion blanc sur case noire c5 · cercle blanc sur case noire g5 · cercle blanc sur case noire d4 · cercle blanc sur case noire f4 · Fou blanc sur case noire e3 · cercle blanc sur case noire d2 · cercle blanc sur case noire f2 · cercle blanc sur case noire c1 · cercle blanc sur case noire g1 | cercle blanc sur case noire h6 · Pion blanc sur case noire c5 · cercle blanc sur case noire g5 · cercle blanc sur case noire d4 · cercle blanc sur case noire f4 · Fou blanc sur case noire e3 · cercle blanc sur case noire d2 · cercle blanc sur case noire f2 · cercle blanc sur case noire c1 · cercle blanc sur case noire g1 | cercle blanc sur case noire h6 · Pion blanc sur case noire c5 · cercle blanc sur case noire g5 · cercle blanc sur case noire d4 · cercle blanc sur case noire f4 · Fou blanc sur case noire e3 · cercle blanc sur case noire d2 · cercle blanc sur case noire f2 · cercle blanc sur case noire c1 · cercle blanc sur case noire g1 | cercle blanc sur case noire h6 · Pion blanc sur case noire c5 · cercle blanc sur case noire g5 · cercle blanc sur case noire d4 · cercle blanc sur case noire f4 · Fou blanc sur case noire e3 · cercle blanc sur case noire d2 · cercle blanc sur case noire f2 · cercle blanc sur case noire c1 · cercle blanc sur case noire g1 | cercle blanc sur case noire h6 · Pion blanc sur case noire c5 · cercle blanc sur case noire g5 · cercle blanc sur case noire d4 · cercle blanc sur case noire f4 · Fou blanc sur case noire e3 · cercle blanc sur case noire d2 · cercle blanc sur case noire f2 · cercle blanc sur case noire c1 · cercle blanc sur case noire g1 | cercle blanc sur case noire h6 · Pion blanc sur case noire c5 · cercle blanc sur case noire g5 · cercle blanc sur case noire d4 · cercle blanc sur case noire f4 · Fou blanc sur case noire e3 · cercle blanc sur case noire d2 · cercle blanc sur case noire f2 · cercle blanc sur case noire c1 · cercle blanc sur case noire g1 | cercle blanc sur case noire h6 · Pion blanc sur case noire c5 · cercle blanc sur case noire g5 · cercle blanc sur case noire d4 · cercle blanc sur case noire f4 · Fou blanc sur case noire e3 · cercle blanc sur case noire d2 · cercle blanc sur case noire f2 · cercle blanc sur case noire c1 · cercle blanc sur case noire g1 | 8 |
| 7 | cercle blanc sur case noire h6 · Pion blanc sur case noire c5 · cercle blanc sur case noire g5 · cercle blanc sur case noire d4 · cercle blanc sur case noire f4 · Fou blanc sur case noire e3 · cercle blanc sur case noire d2 · cercle blanc sur case noire f2 · cercle blanc sur case noire c1 · cercle blanc sur case noire g1 | cercle blanc sur case noire h6 · Pion blanc sur case noire c5 · cercle blanc sur case noire g5 · cercle blanc sur case noire d4 · cercle blanc sur case noire f4 · Fou blanc sur case noire e3 · cercle blanc sur case noire d2 · cercle blanc sur case noire f2 · cercle blanc sur case noire c1 · cercle blanc sur case noire g1 | cercle blanc sur case noire h6 · Pion blanc sur case noire c5 · cercle blanc sur case noire g5 · cercle blanc sur case noire d4 · cercle blanc sur case noire f4 · Fou blanc sur case noire e3 · cercle blanc sur case noire d2 · cercle blanc sur case noire f2 · cercle blanc sur case noire c1 · cercle blanc sur case noire g1 | cercle blanc sur case noire h6 · Pion blanc sur case noire c5 · cercle blanc sur case noire g5 · cercle blanc sur case noire d4 · cercle blanc sur case noire f4 · Fou blanc sur case noire e3 · cercle blanc sur case noire d2 · cercle blanc sur case noire f2 · cercle blanc sur case noire c1 · cercle blanc sur case noire g1 | cercle blanc sur case noire h6 · Pion blanc sur case noire c5 · cercle blanc sur case noire g5 · cercle blanc sur case noire d4 · cercle blanc sur case noire f4 · Fou blanc sur case noire e3 · cercle blanc sur case noire d2 · cercle blanc sur case noire f2 · cercle blanc sur case noire c1 · cercle blanc sur case noire g1 | cercle blanc sur case noire h6 · Pion blanc sur case noire c5 · cercle blanc sur case noire g5 · cercle blanc sur case noire d4 · cercle blanc sur case noire f4 · Fou blanc sur case noire e3 · cercle blanc sur case noire d2 · cercle blanc sur case noire f2 · cercle blanc sur case noire c1 · cercle blanc sur case noire g1 | cercle blanc sur case noire h6 · Pion blanc sur case noire c5 · cercle blanc sur case noire g5 · cercle blanc sur case noire d4 · cercle blanc sur case noire f4 · Fou blanc sur case noire e3 · cercle blanc sur case noire d2 · cercle blanc sur case noire f2 · cercle blanc sur case noire c1 · cercle blanc sur case noire g1 | cercle blanc sur case noire h6 · Pion blanc sur case noire c5 · cercle blanc sur case noire g5 · cercle blanc sur case noire d4 · cercle blanc sur case noire f4 · Fou blanc sur case noire e3 · cercle blanc sur case noire d2 · cercle blanc sur case noire f2 · cercle blanc sur case noire c1 · cercle blanc sur case noire g1 | 7 |
| 6 | cercle blanc sur case noire h6 · Pion blanc sur case noire c5 · cercle blanc sur case noire g5 · cercle blanc sur case noire d4 · cercle blanc sur case noire f4 · Fou blanc sur case noire e3 · cercle blanc sur case noire d2 · cercle blanc sur case noire f2 · cercle blanc sur case noire c1 · cercle blanc sur case noire g1 | cercle blanc sur case noire h6 · Pion blanc sur case noire c5 · cercle blanc sur case noire g5 · cercle blanc sur case noire d4 · cercle blanc sur case noire f4 · Fou blanc sur case noire e3 · cercle blanc sur case noire d2 · cercle blanc sur case noire f2 · cercle blanc sur case noire c1 · cercle blanc sur case noire g1 | cercle blanc sur case noire h6 · Pion blanc sur case noire c5 · cercle blanc sur case noire g5 · cercle blanc sur case noire d4 · cercle blanc sur case noire f4 · Fou blanc sur case noire e3 · cercle blanc sur case noire d2 · cercle blanc sur case noire f2 · cercle blanc sur case noire c1 · cercle blanc sur case noire g1 | cercle blanc sur case noire h6 · Pion blanc sur case noire c5 · cercle blanc sur case noire g5 · cercle blanc sur case noire d4 · cercle blanc sur case noire f4 · Fou blanc sur case noire e3 · cercle blanc sur case noire d2 · cercle blanc sur case noire f2 · cercle blanc sur case noire c1 · cercle blanc sur case noire g1 | cercle blanc sur case noire h6 · Pion blanc sur case noire c5 · cercle blanc sur case noire g5 · cercle blanc sur case noire d4 · cercle blanc sur case noire f4 · Fou blanc sur case noire e3 · cercle blanc sur case noire d2 · cercle blanc sur case noire f2 · cercle blanc sur case noire c1 · cercle blanc sur case noire g1 | cercle blanc sur case noire h6 · Pion blanc sur case noire c5 · cercle blanc sur case noire g5 · cercle blanc sur case noire d4 · cercle blanc sur case noire f4 · Fou blanc sur case noire e3 · cercle blanc sur case noire d2 · cercle blanc sur case noire f2 · cercle blanc sur case noire c1 · cercle blanc sur case noire g1 | cercle blanc sur case noire h6 · Pion blanc sur case noire c5 · cercle blanc sur case noire g5 · cercle blanc sur case noire d4 · cercle blanc sur case noire f4 · Fou blanc sur case noire e3 · cercle blanc sur case noire d2 · cercle blanc sur case noire f2 · cercle blanc sur case noire c1 · cercle blanc sur case noire g1 | cercle blanc sur case noire h6 · Pion blanc sur case noire c5 · cercle blanc sur case noire g5 · cercle blanc sur case noire d4 · cercle blanc sur case noire f4 · Fou blanc sur case noire e3 · cercle blanc sur case noire d2 · cercle blanc sur case noire f2 · cercle blanc sur case noire c1 · cercle blanc sur case noire g1 | 6 |
| 5 | cercle blanc sur case noire h6 · Pion blanc sur case noire c5 · cercle blanc sur case noire g5 · cercle blanc sur case noire d4 · cercle blanc sur case noire f4 · Fou blanc sur case noire e3 · cercle blanc sur case noire d2 · cercle blanc sur case noire f2 · cercle blanc sur case noire c1 · cercle blanc sur case noire g1 | cercle blanc sur case noire h6 · Pion blanc sur case noire c5 · cercle blanc sur case noire g5 · cercle blanc sur case noire d4 · cercle blanc sur case noire f4 · Fou blanc sur case noire e3 · cercle blanc sur case noire d2 · cercle blanc sur case noire f2 · cercle blanc sur case noire c1 · cercle blanc sur case noire g1 | cercle blanc sur case noire h6 · Pion blanc sur case noire c5 · cercle blanc sur case noire g5 · cercle blanc sur case noire d4 · cercle blanc sur case noire f4 · Fou blanc sur case noire e3 · cercle blanc sur case noire d2 · cercle blanc sur case noire f2 · cercle blanc sur case noire c1 · cercle blanc sur case noire g1 | cercle blanc sur case noire h6 · Pion blanc sur case noire c5 · cercle blanc sur case noire g5 · cercle blanc sur case noire d4 · cercle blanc sur case noire f4 · Fou blanc sur case noire e3 · cercle blanc sur case noire d2 · cercle blanc sur case noire f2 · cercle blanc sur case noire c1 · cercle blanc sur case noire g1 | cercle blanc sur case noire h6 · Pion blanc sur case noire c5 · cercle blanc sur case noire g5 · cercle blanc sur case noire d4 · cercle blanc sur case noire f4 · Fou blanc sur case noire e3 · cercle blanc sur case noire d2 · cercle blanc sur case noire f2 · cercle blanc sur case noire c1 · cercle blanc sur case noire g1 | cercle blanc sur case noire h6 · Pion blanc sur case noire c5 · cercle blanc sur case noire g5 · cercle blanc sur case noire d4 · cercle blanc sur case noire f4 · Fou blanc sur case noire e3 · cercle blanc sur case noire d2 · cercle blanc sur case noire f2 · cercle blanc sur case noire c1 · cercle blanc sur case noire g1 | cercle blanc sur case noire h6 · Pion blanc sur case noire c5 · cercle blanc sur case noire g5 · cercle blanc sur case noire d4 · cercle blanc sur case noire f4 · Fou blanc sur case noire e3 · cercle blanc sur case noire d2 · cercle blanc sur case noire f2 · cercle blanc sur case noire c1 · cercle blanc sur case noire g1 | cercle blanc sur case noire h6 · Pion blanc sur case noire c5 · cercle blanc sur case noire g5 · cercle blanc sur case noire d4 · cercle blanc sur case noire f4 · Fou blanc sur case noire e3 · cercle blanc sur case noire d2 · cercle blanc sur case noire f2 · cercle blanc sur case noire c1 · cercle blanc sur case noire g1 | 5 |
| 4 | cercle blanc sur case noire h6 · Pion blanc sur case noire c5 · cercle blanc sur case noire g5 · cercle blanc sur case noire d4 · cercle blanc sur case noire f4 · Fou blanc sur case noire e3 · cercle blanc sur case noire d2 · cercle blanc sur case noire f2 · cercle blanc sur case noire c1 · cercle blanc sur case noire g1 | cercle blanc sur case noire h6 · Pion blanc sur case noire c5 · cercle blanc sur case noire g5 · cercle blanc sur case noire d4 · cercle blanc sur case noire f4 · Fou blanc sur case noire e3 · cercle blanc sur case noire d2 · cercle blanc sur case noire f2 · cercle blanc sur case noire c1 · cercle blanc sur case noire g1 | cercle blanc sur case noire h6 · Pion blanc sur case noire c5 · cercle blanc sur case noire g5 · cercle blanc sur case noire d4 · cercle blanc sur case noire f4 · Fou blanc sur case noire e3 · cercle blanc sur case noire d2 · cercle blanc sur case noire f2 · cercle blanc sur case noire c1 · cercle blanc sur case noire g1 | cercle blanc sur case noire h6 · Pion blanc sur case noire c5 · cercle blanc sur case noire g5 · cercle blanc sur case noire d4 · cercle blanc sur case noire f4 · Fou blanc sur case noire e3 · cercle blanc sur case noire d2 · cercle blanc sur case noire f2 · cercle blanc sur case noire c1 · cercle blanc sur case noire g1 | cercle blanc sur case noire h6 · Pion blanc sur case noire c5 · cercle blanc sur case noire g5 · cercle blanc sur case noire d4 · cercle blanc sur case noire f4 · Fou blanc sur case noire e3 · cercle blanc sur case noire d2 · cercle blanc sur case noire f2 · cercle blanc sur case noire c1 · cercle blanc sur case noire g1 | cercle blanc sur case noire h6 · Pion blanc sur case noire c5 · cercle blanc sur case noire g5 · cercle blanc sur case noire d4 · cercle blanc sur case noire f4 · Fou blanc sur case noire e3 · cercle blanc sur case noire d2 · cercle blanc sur case noire f2 · cercle blanc sur case noire c1 · cercle blanc sur case noire g1 | cercle blanc sur case noire h6 · Pion blanc sur case noire c5 · cercle blanc sur case noire g5 · cercle blanc sur case noire d4 · cercle blanc sur case noire f4 · Fou blanc sur case noire e3 · cercle blanc sur case noire d2 · cercle blanc sur case noire f2 · cercle blanc sur case noire c1 · cercle blanc sur case noire g1 | cercle blanc sur case noire h6 · Pion blanc sur case noire c5 · cercle blanc sur case noire g5 · cercle blanc sur case noire d4 · cercle blanc sur case noire f4 · Fou blanc sur case noire e3 · cercle blanc sur case noire d2 · cercle blanc sur case noire f2 · cercle blanc sur case noire c1 · cercle blanc sur case noire g1 | 4 |
| 3 | cercle blanc sur case noire h6 · Pion blanc sur case noire c5 · cercle blanc sur case noire g5 · cercle blanc sur case noire d4 · cercle blanc sur case noire f4 · Fou blanc sur case noire e3 · cercle blanc sur case noire d2 · cercle blanc sur case noire f2 · cercle blanc sur case noire c1 · cercle blanc sur case noire g1 | cercle blanc sur case noire h6 · Pion blanc sur case noire c5 · cercle blanc sur case noire g5 · cercle blanc sur case noire d4 · cercle blanc sur case noire f4 · Fou blanc sur case noire e3 · cercle blanc sur case noire d2 · cercle blanc sur case noire f2 · cercle blanc sur case noire c1 · cercle blanc sur case noire g1 | cercle blanc sur case noire h6 · Pion blanc sur case noire c5 · cercle blanc sur case noire g5 · cercle blanc sur case noire d4 · cercle blanc sur case noire f4 · Fou blanc sur case noire e3 · cercle blanc sur case noire d2 · cercle blanc sur case noire f2 · cercle blanc sur case noire c1 · cercle blanc sur case noire g1 | cercle blanc sur case noire h6 · Pion blanc sur case noire c5 · cercle blanc sur case noire g5 · cercle blanc sur case noire d4 · cercle blanc sur case noire f4 · Fou blanc sur case noire e3 · cercle blanc sur case noire d2 · cercle blanc sur case noire f2 · cercle blanc sur case noire c1 · cercle blanc sur case noire g1 | cercle blanc sur case noire h6 · Pion blanc sur case noire c5 · cercle blanc sur case noire g5 · cercle blanc sur case noire d4 · cercle blanc sur case noire f4 · Fou blanc sur case noire e3 · cercle blanc sur case noire d2 · cercle blanc sur case noire f2 · cercle blanc sur case noire c1 · cercle blanc sur case noire g1 | cercle blanc sur case noire h6 · Pion blanc sur case noire c5 · cercle blanc sur case noire g5 · cercle blanc sur case noire d4 · cercle blanc sur case noire f4 · Fou blanc sur case noire e3 · cercle blanc sur case noire d2 · cercle blanc sur case noire f2 · cercle blanc sur case noire c1 · cercle blanc sur case noire g1 | cercle blanc sur case noire h6 · Pion blanc sur case noire c5 · cercle blanc sur case noire g5 · cercle blanc sur case noire d4 · cercle blanc sur case noire f4 · Fou blanc sur case noire e3 · cercle blanc sur case noire d2 · cercle blanc sur case noire f2 · cercle blanc sur case noire c1 · cercle blanc sur case noire g1 | cercle blanc sur case noire h6 · Pion blanc sur case noire c5 · cercle blanc sur case noire g5 · cercle blanc sur case noire d4 · cercle blanc sur case noire f4 · Fou blanc sur case noire e3 · cercle blanc sur case noire d2 · cercle blanc sur case noire f2 · cercle blanc sur case noire c1 · cercle blanc sur case noire g1 | 3 |
| 2 | cercle blanc sur case noire h6 · Pion blanc sur case noire c5 · cercle blanc sur case noire g5 · cercle blanc sur case noire d4 · cercle blanc sur case noire f4 · Fou blanc sur case noire e3 · cercle blanc sur case noire d2 · cercle blanc sur case noire f2 · cercle blanc sur case noire c1 · cercle blanc sur case noire g1 | cercle blanc sur case noire h6 · Pion blanc sur case noire c5 · cercle blanc sur case noire g5 · cercle blanc sur case noire d4 · cercle blanc sur case noire f4 · Fou blanc sur case noire e3 · cercle blanc sur case noire d2 · cercle blanc sur case noire f2 · cercle blanc sur case noire c1 · cercle blanc sur case noire g1 | cercle blanc sur case noire h6 · Pion blanc sur case noire c5 · cercle blanc sur case noire g5 · cercle blanc sur case noire d4 · cercle blanc sur case noire f4 · Fou blanc sur case noire e3 · cercle blanc sur case noire d2 · cercle blanc sur case noire f2 · cercle blanc sur case noire c1 · cercle blanc sur case noire g1 | cercle blanc sur case noire h6 · Pion blanc sur case noire c5 · cercle blanc sur case noire g5 · cercle blanc sur case noire d4 · cercle blanc sur case noire f4 · Fou blanc sur case noire e3 · cercle blanc sur case noire d2 · cercle blanc sur case noire f2 · cercle blanc sur case noire c1 · cercle blanc sur case noire g1 | cercle blanc sur case noire h6 · Pion blanc sur case noire c5 · cercle blanc sur case noire g5 · cercle blanc sur case noire d4 · cercle blanc sur case noire f4 · Fou blanc sur case noire e3 · cercle blanc sur case noire d2 · cercle blanc sur case noire f2 · cercle blanc sur case noire c1 · cercle blanc sur case noire g1 | cercle blanc sur case noire h6 · Pion blanc sur case noire c5 · cercle blanc sur case noire g5 · cercle blanc sur case noire d4 · cercle blanc sur case noire f4 · Fou blanc sur case noire e3 · cercle blanc sur case noire d2 · cercle blanc sur case noire f2 · cercle blanc sur case noire c1 · cercle blanc sur case noire g1 | cercle blanc sur case noire h6 · Pion blanc sur case noire c5 · cercle blanc sur case noire g5 · cercle blanc sur case noire d4 · cercle blanc sur case noire f4 · Fou blanc sur case noire e3 · cercle blanc sur case noire d2 · cercle blanc sur case noire f2 · cercle blanc sur case noire c1 · cercle blanc sur case noire g1 | cercle blanc sur case noire h6 · Pion blanc sur case noire c5 · cercle blanc sur case noire g5 · cercle blanc sur case noire d4 · cercle blanc sur case noire f4 · Fou blanc sur case noire e3 · cercle blanc sur case noire d2 · cercle blanc sur case noire f2 · cercle blanc sur case noire c1 · cercle blanc sur case noire g1 | 2 |
| 1 | cercle blanc sur case noire h6 · Pion blanc sur case noire c5 · cercle blanc sur case noire g5 · cercle blanc sur case noire d4 · cercle blanc sur case noire f4 · Fou blanc sur case noire e3 · cercle blanc sur case noire d2 · cercle blanc sur case noire f2 · cercle blanc sur case noire c1 · cercle blanc sur case noire g1 | cercle blanc sur case noire h6 · Pion blanc sur case noire c5 · cercle blanc sur case noire g5 · cercle blanc sur case noire d4 · cercle blanc sur case noire f4 · Fou blanc sur case noire e3 · cercle blanc sur case noire d2 · cercle blanc sur case noire f2 · cercle blanc sur case noire c1 · cercle blanc sur case noire g1 | cercle blanc sur case noire h6 · Pion blanc sur case noire c5 · cercle blanc sur case noire g5 · cercle blanc sur case noire d4 · cercle blanc sur case noire f4 · Fou blanc sur case noire e3 · cercle blanc sur case noire d2 · cercle blanc sur case noire f2 · cercle blanc sur case noire c1 · cercle blanc sur case noire g1 | cercle blanc sur case noire h6 · Pion blanc sur case noire c5 · cercle blanc sur case noire g5 · cercle blanc sur case noire d4 · cercle blanc sur case noire f4 · Fou blanc sur case noire e3 · cercle blanc sur case noire d2 · cercle blanc sur case noire f2 · cercle blanc sur case noire c1 · cercle blanc sur case noire g1 | cercle blanc sur case noire h6 · Pion blanc sur case noire c5 · cercle blanc sur case noire g5 · cercle blanc sur case noire d4 · cercle blanc sur case noire f4 · Fou blanc sur case noire e3 · cercle blanc sur case noire d2 · cercle blanc sur case noire f2 · cercle blanc sur case noire c1 · cercle blanc sur case noire g1 | cercle blanc sur case noire h6 · Pion blanc sur case noire c5 · cercle blanc sur case noire g5 · cercle blanc sur case noire d4 · cercle blanc sur case noire f4 · Fou blanc sur case noire e3 · cercle blanc sur case noire d2 · cercle blanc sur case noire f2 · cercle blanc sur case noire c1 · cercle blanc sur case noire g1 | cercle blanc sur case noire h6 · Pion blanc sur case noire c5 · cercle blanc sur case noire g5 · cercle blanc sur case noire d4 · cercle blanc sur case noire f4 · Fou blanc sur case noire e3 · cercle blanc sur case noire d2 · cercle blanc sur case noire f2 · cercle blanc sur case noire c1 · cercle blanc sur case noire g1 | cercle blanc sur case noire h6 · Pion blanc sur case noire c5 · cercle blanc sur case noire g5 · cercle blanc sur case noire d4 · cercle blanc sur case noire f4 · Fou blanc sur case noire e3 · cercle blanc sur case noire d2 · cercle blanc sur case noire f2 · cercle blanc sur case noire c1 · cercle blanc sur case noire g1 | 1 |
|   | a | b | c | d | e | f | g | h |   |

|   | a | b | c | d | e | f | g | h |   |
| 8 | cercle blanc sur case noire h6 · Pion noir sur case noire c5 · cercle blanc sur case noire g5 · cercle blanc sur case noire d4 · cercle blanc sur case noire f4 · Fou blanc sur case noire e3 · cercle blanc sur case noire d2 · cercle blanc sur case noire f2 · cercle blanc sur case noire c1 · cercle blanc sur case noire g1 | cercle blanc sur case noire h6 · Pion noir sur case noire c5 · cercle blanc sur case noire g5 · cercle blanc sur case noire d4 · cercle blanc sur case noire f4 · Fou blanc sur case noire e3 · cercle blanc sur case noire d2 · cercle blanc sur case noire f2 · cercle blanc sur case noire c1 · cercle blanc sur case noire g1 | cercle blanc sur case noire h6 · Pion noir sur case noire c5 · cercle blanc sur case noire g5 · cercle blanc sur case noire d4 · cercle blanc sur case noire f4 · Fou blanc sur case noire e3 · cercle blanc sur case noire d2 · cercle blanc sur case noire f2 · cercle blanc sur case noire c1 · cercle blanc sur case noire g1 | cercle blanc sur case noire h6 · Pion noir sur case noire c5 · cercle blanc sur case noire g5 · cercle blanc sur case noire d4 · cercle blanc sur case noire f4 · Fou blanc sur case noire e3 · cercle blanc sur case noire d2 · cercle blanc sur case noire f2 · cercle blanc sur case noire c1 · cercle blanc sur case noire g1 | cercle blanc sur case noire h6 · Pion noir sur case noire c5 · cercle blanc sur case noire g5 · cercle blanc sur case noire d4 · cercle blanc sur case noire f4 · Fou blanc sur case noire e3 · cercle blanc sur case noire d2 · cercle blanc sur case noire f2 · cercle blanc sur case noire c1 · cercle blanc sur case noire g1 | cercle blanc sur case noire h6 · Pion noir sur case noire c5 · cercle blanc sur case noire g5 · cercle blanc sur case noire d4 · cercle blanc sur case noire f4 · Fou blanc sur case noire e3 · cercle blanc sur case noire d2 · cercle blanc sur case noire f2 · cercle blanc sur case noire c1 · cercle blanc sur case noire g1 | cercle blanc sur case noire h6 · Pion noir sur case noire c5 · cercle blanc sur case noire g5 · cercle blanc sur case noire d4 · cercle blanc sur case noire f4 · Fou blanc sur case noire e3 · cercle blanc sur case noire d2 · cercle blanc sur case noire f2 · cercle blanc sur case noire c1 · cercle blanc sur case noire g1 | cercle blanc sur case noire h6 · Pion noir sur case noire c5 · cercle blanc sur case noire g5 · cercle blanc sur case noire d4 · cercle blanc sur case noire f4 · Fou blanc sur case noire e3 · cercle blanc sur case noire d2 · cercle blanc sur case noire f2 · cercle blanc sur case noire c1 · cercle blanc sur case noire g1 | 8 |
| 7 | cercle blanc sur case noire h6 · Pion noir sur case noire c5 · cercle blanc sur case noire g5 · cercle blanc sur case noire d4 · cercle blanc sur case noire f4 · Fou blanc sur case noire e3 · cercle blanc sur case noire d2 · cercle blanc sur case noire f2 · cercle blanc sur case noire c1 · cercle blanc sur case noire g1 | cercle blanc sur case noire h6 · Pion noir sur case noire c5 · cercle blanc sur case noire g5 · cercle blanc sur case noire d4 · cercle blanc sur case noire f4 · Fou blanc sur case noire e3 · cercle blanc sur case noire d2 · cercle blanc sur case noire f2 · cercle blanc sur case noire c1 · cercle blanc sur case noire g1 | cercle blanc sur case noire h6 · Pion noir sur case noire c5 · cercle blanc sur case noire g5 · cercle blanc sur case noire d4 · cercle blanc sur case noire f4 · Fou blanc sur case noire e3 · cercle blanc sur case noire d2 · cercle blanc sur case noire f2 · cercle blanc sur case noire c1 · cercle blanc sur case noire g1 | cercle blanc sur case noire h6 · Pion noir sur case noire c5 · cercle blanc sur case noire g5 · cercle blanc sur case noire d4 · cercle blanc sur case noire f4 · Fou blanc sur case noire e3 · cercle blanc sur case noire d2 · cercle blanc sur case noire f2 · cercle blanc sur case noire c1 · cercle blanc sur case noire g1 | cercle blanc sur case noire h6 · Pion noir sur case noire c5 · cercle blanc sur case noire g5 · cercle blanc sur case noire d4 · cercle blanc sur case noire f4 · Fou blanc sur case noire e3 · cercle blanc sur case noire d2 · cercle blanc sur case noire f2 · cercle blanc sur case noire c1 · cercle blanc sur case noire g1 | cercle blanc sur case noire h6 · Pion noir sur case noire c5 · cercle blanc sur case noire g5 · cercle blanc sur case noire d4 · cercle blanc sur case noire f4 · Fou blanc sur case noire e3 · cercle blanc sur case noire d2 · cercle blanc sur case noire f2 · cercle blanc sur case noire c1 · cercle blanc sur case noire g1 | cercle blanc sur case noire h6 · Pion noir sur case noire c5 · cercle blanc sur case noire g5 · cercle blanc sur case noire d4 · cercle blanc sur case noire f4 · Fou blanc sur case noire e3 · cercle blanc sur case noire d2 · cercle blanc sur case noire f2 · cercle blanc sur case noire c1 · cercle blanc sur case noire g1 | cercle blanc sur case noire h6 · Pion noir sur case noire c5 · cercle blanc sur case noire g5 · cercle blanc sur case noire d4 · cercle blanc sur case noire f4 · Fou blanc sur case noire e3 · cercle blanc sur case noire d2 · cercle blanc sur case noire f2 · cercle blanc sur case noire c1 · cercle blanc sur case noire g1 | 7 |
| 6 | cercle blanc sur case noire h6 · Pion noir sur case noire c5 · cercle blanc sur case noire g5 · cercle blanc sur case noire d4 · cercle blanc sur case noire f4 · Fou blanc sur case noire e3 · cercle blanc sur case noire d2 · cercle blanc sur case noire f2 · cercle blanc sur case noire c1 · cercle blanc sur case noire g1 | cercle blanc sur case noire h6 · Pion noir sur case noire c5 · cercle blanc sur case noire g5 · cercle blanc sur case noire d4 · cercle blanc sur case noire f4 · Fou blanc sur case noire e3 · cercle blanc sur case noire d2 · cercle blanc sur case noire f2 · cercle blanc sur case noire c1 · cercle blanc sur case noire g1 | cercle blanc sur case noire h6 · Pion noir sur case noire c5 · cercle blanc sur case noire g5 · cercle blanc sur case noire d4 · cercle blanc sur case noire f4 · Fou blanc sur case noire e3 · cercle blanc sur case noire d2 · cercle blanc sur case noire f2 · cercle blanc sur case noire c1 · cercle blanc sur case noire g1 | cercle blanc sur case noire h6 · Pion noir sur case noire c5 · cercle blanc sur case noire g5 · cercle blanc sur case noire d4 · cercle blanc sur case noire f4 · Fou blanc sur case noire e3 · cercle blanc sur case noire d2 · cercle blanc sur case noire f2 · cercle blanc sur case noire c1 · cercle blanc sur case noire g1 | cercle blanc sur case noire h6 · Pion noir sur case noire c5 · cercle blanc sur case noire g5 · cercle blanc sur case noire d4 · cercle blanc sur case noire f4 · Fou blanc sur case noire e3 · cercle blanc sur case noire d2 · cercle blanc sur case noire f2 · cercle blanc sur case noire c1 · cercle blanc sur case noire g1 | cercle blanc sur case noire h6 · Pion noir sur case noire c5 · cercle blanc sur case noire g5 · cercle blanc sur case noire d4 · cercle blanc sur case noire f4 · Fou blanc sur case noire e3 · cercle blanc sur case noire d2 · cercle blanc sur case noire f2 · cercle blanc sur case noire c1 · cercle blanc sur case noire g1 | cercle blanc sur case noire h6 · Pion noir sur case noire c5 · cercle blanc sur case noire g5 · cercle blanc sur case noire d4 · cercle blanc sur case noire f4 · Fou blanc sur case noire e3 · cercle blanc sur case noire d2 · cercle blanc sur case noire f2 · cercle blanc sur case noire c1 · cercle blanc sur case noire g1 | cercle blanc sur case noire h6 · Pion noir sur case noire c5 · cercle blanc sur case noire g5 · cercle blanc sur case noire d4 · cercle blanc sur case noire f4 · Fou blanc sur case noire e3 · cercle blanc sur case noire d2 · cercle blanc sur case noire f2 · cercle blanc sur case noire c1 · cercle blanc sur case noire g1 | 6 |
| 5 | cercle blanc sur case noire h6 · Pion noir sur case noire c5 · cercle blanc sur case noire g5 · cercle blanc sur case noire d4 · cercle blanc sur case noire f4 · Fou blanc sur case noire e3 · cercle blanc sur case noire d2 · cercle blanc sur case noire f2 · cercle blanc sur case noire c1 · cercle blanc sur case noire g1 | cercle blanc sur case noire h6 · Pion noir sur case noire c5 · cercle blanc sur case noire g5 · cercle blanc sur case noire d4 · cercle blanc sur case noire f4 · Fou blanc sur case noire e3 · cercle blanc sur case noire d2 · cercle blanc sur case noire f2 · cercle blanc sur case noire c1 · cercle blanc sur case noire g1 | cercle blanc sur case noire h6 · Pion noir sur case noire c5 · cercle blanc sur case noire g5 · cercle blanc sur case noire d4 · cercle blanc sur case noire f4 · Fou blanc sur case noire e3 · cercle blanc sur case noire d2 · cercle blanc sur case noire f2 · cercle blanc sur case noire c1 · cercle blanc sur case noire g1 | cercle blanc sur case noire h6 · Pion noir sur case noire c5 · cercle blanc sur case noire g5 · cercle blanc sur case noire d4 · cercle blanc sur case noire f4 · Fou blanc sur case noire e3 · cercle blanc sur case noire d2 · cercle blanc sur case noire f2 · cercle blanc sur case noire c1 · cercle blanc sur case noire g1 | cercle blanc sur case noire h6 · Pion noir sur case noire c5 · cercle blanc sur case noire g5 · cercle blanc sur case noire d4 · cercle blanc sur case noire f4 · Fou blanc sur case noire e3 · cercle blanc sur case noire d2 · cercle blanc sur case noire f2 · cercle blanc sur case noire c1 · cercle blanc sur case noire g1 | cercle blanc sur case noire h6 · Pion noir sur case noire c5 · cercle blanc sur case noire g5 · cercle blanc sur case noire d4 · cercle blanc sur case noire f4 · Fou blanc sur case noire e3 · cercle blanc sur case noire d2 · cercle blanc sur case noire f2 · cercle blanc sur case noire c1 · cercle blanc sur case noire g1 | cercle blanc sur case noire h6 · Pion noir sur case noire c5 · cercle blanc sur case noire g5 · cercle blanc sur case noire d4 · cercle blanc sur case noire f4 · Fou blanc sur case noire e3 · cercle blanc sur case noire d2 · cercle blanc sur case noire f2 · cercle blanc sur case noire c1 · cercle blanc sur case noire g1 | cercle blanc sur case noire h6 · Pion noir sur case noire c5 · cercle blanc sur case noire g5 · cercle blanc sur case noire d4 · cercle blanc sur case noire f4 · Fou blanc sur case noire e3 · cercle blanc sur case noire d2 · cercle blanc sur case noire f2 · cercle blanc sur case noire c1 · cercle blanc sur case noire g1 | 5 |
| 4 | cercle blanc sur case noire h6 · Pion noir sur case noire c5 · cercle blanc sur case noire g5 · cercle blanc sur case noire d4 · cercle blanc sur case noire f4 · Fou blanc sur case noire e3 · cercle blanc sur case noire d2 · cercle blanc sur case noire f2 · cercle blanc sur case noire c1 · cercle blanc sur case noire g1 | cercle blanc sur case noire h6 · Pion noir sur case noire c5 · cercle blanc sur case noire g5 · cercle blanc sur case noire d4 · cercle blanc sur case noire f4 · Fou blanc sur case noire e3 · cercle blanc sur case noire d2 · cercle blanc sur case noire f2 · cercle blanc sur case noire c1 · cercle blanc sur case noire g1 | cercle blanc sur case noire h6 · Pion noir sur case noire c5 · cercle blanc sur case noire g5 · cercle blanc sur case noire d4 · cercle blanc sur case noire f4 · Fou blanc sur case noire e3 · cercle blanc sur case noire d2 · cercle blanc sur case noire f2 · cercle blanc sur case noire c1 · cercle blanc sur case noire g1 | cercle blanc sur case noire h6 · Pion noir sur case noire c5 · cercle blanc sur case noire g5 · cercle blanc sur case noire d4 · cercle blanc sur case noire f4 · Fou blanc sur case noire e3 · cercle blanc sur case noire d2 · cercle blanc sur case noire f2 · cercle blanc sur case noire c1 · cercle blanc sur case noire g1 | cercle blanc sur case noire h6 · Pion noir sur case noire c5 · cercle blanc sur case noire g5 · cercle blanc sur case noire d4 · cercle blanc sur case noire f4 · Fou blanc sur case noire e3 · cercle blanc sur case noire d2 · cercle blanc sur case noire f2 · cercle blanc sur case noire c1 · cercle blanc sur case noire g1 | cercle blanc sur case noire h6 · Pion noir sur case noire c5 · cercle blanc sur case noire g5 · cercle blanc sur case noire d4 · cercle blanc sur case noire f4 · Fou blanc sur case noire e3 · cercle blanc sur case noire d2 · cercle blanc sur case noire f2 · cercle blanc sur case noire c1 · cercle blanc sur case noire g1 | cercle blanc sur case noire h6 · Pion noir sur case noire c5 · cercle blanc sur case noire g5 · cercle blanc sur case noire d4 · cercle blanc sur case noire f4 · Fou blanc sur case noire e3 · cercle blanc sur case noire d2 · cercle blanc sur case noire f2 · cercle blanc sur case noire c1 · cercle blanc sur case noire g1 | cercle blanc sur case noire h6 · Pion noir sur case noire c5 · cercle blanc sur case noire g5 · cercle blanc sur case noire d4 · cercle blanc sur case noire f4 · Fou blanc sur case noire e3 · cercle blanc sur case noire d2 · cercle blanc sur case noire f2 · cercle blanc sur case noire c1 · cercle blanc sur case noire g1 | 4 |
| 3 | cercle blanc sur case noire h6 · Pion noir sur case noire c5 · cercle blanc sur case noire g5 · cercle blanc sur case noire d4 · cercle blanc sur case noire f4 · Fou blanc sur case noire e3 · cercle blanc sur case noire d2 · cercle blanc sur case noire f2 · cercle blanc sur case noire c1 · cercle blanc sur case noire g1 | cercle blanc sur case noire h6 · Pion noir sur case noire c5 · cercle blanc sur case noire g5 · cercle blanc sur case noire d4 · cercle blanc sur case noire f4 · Fou blanc sur case noire e3 · cercle blanc sur case noire d2 · cercle blanc sur case noire f2 · cercle blanc sur case noire c1 · cercle blanc sur case noire g1 | cercle blanc sur case noire h6 · Pion noir sur case noire c5 · cercle blanc sur case noire g5 · cercle blanc sur case noire d4 · cercle blanc sur case noire f4 · Fou blanc sur case noire e3 · cercle blanc sur case noire d2 · cercle blanc sur case noire f2 · cercle blanc sur case noire c1 · cercle blanc sur case noire g1 | cercle blanc sur case noire h6 · Pion noir sur case noire c5 · cercle blanc sur case noire g5 · cercle blanc sur case noire d4 · cercle blanc sur case noire f4 · Fou blanc sur case noire e3 · cercle blanc sur case noire d2 · cercle blanc sur case noire f2 · cercle blanc sur case noire c1 · cercle blanc sur case noire g1 | cercle blanc sur case noire h6 · Pion noir sur case noire c5 · cercle blanc sur case noire g5 · cercle blanc sur case noire d4 · cercle blanc sur case noire f4 · Fou blanc sur case noire e3 · cercle blanc sur case noire d2 · cercle blanc sur case noire f2 · cercle blanc sur case noire c1 · cercle blanc sur case noire g1 | cercle blanc sur case noire h6 · Pion noir sur case noire c5 · cercle blanc sur case noire g5 · cercle blanc sur case noire d4 · cercle blanc sur case noire f4 · Fou blanc sur case noire e3 · cercle blanc sur case noire d2 · cercle blanc sur case noire f2 · cercle blanc sur case noire c1 · cercle blanc sur case noire g1 | cercle blanc sur case noire h6 · Pion noir sur case noire c5 · cercle blanc sur case noire g5 · cercle blanc sur case noire d4 · cercle blanc sur case noire f4 · Fou blanc sur case noire e3 · cercle blanc sur case noire d2 · cercle blanc sur case noire f2 · cercle blanc sur case noire c1 · cercle blanc sur case noire g1 | cercle blanc sur case noire h6 · Pion noir sur case noire c5 · cercle blanc sur case noire g5 · cercle blanc sur case noire d4 · cercle blanc sur case noire f4 · Fou blanc sur case noire e3 · cercle blanc sur case noire d2 · cercle blanc sur case noire f2 · cercle blanc sur case noire c1 · cercle blanc sur case noire g1 | 3 |
| 2 | cercle blanc sur case noire h6 · Pion noir sur case noire c5 · cercle blanc sur case noire g5 · cercle blanc sur case noire d4 · cercle blanc sur case noire f4 · Fou blanc sur case noire e3 · cercle blanc sur case noire d2 · cercle blanc sur case noire f2 · cercle blanc sur case noire c1 · cercle blanc sur case noire g1 | cercle blanc sur case noire h6 · Pion noir sur case noire c5 · cercle blanc sur case noire g5 · cercle blanc sur case noire d4 · cercle blanc sur case noire f4 · Fou blanc sur case noire e3 · cercle blanc sur case noire d2 · cercle blanc sur case noire f2 · cercle blanc sur case noire c1 · cercle blanc sur case noire g1 | cercle blanc sur case noire h6 · Pion noir sur case noire c5 · cercle blanc sur case noire g5 · cercle blanc sur case noire d4 · cercle blanc sur case noire f4 · Fou blanc sur case noire e3 · cercle blanc sur case noire d2 · cercle blanc sur case noire f2 · cercle blanc sur case noire c1 · cercle blanc sur case noire g1 | cercle blanc sur case noire h6 · Pion noir sur case noire c5 · cercle blanc sur case noire g5 · cercle blanc sur case noire d4 · cercle blanc sur case noire f4 · Fou blanc sur case noire e3 · cercle blanc sur case noire d2 · cercle blanc sur case noire f2 · cercle blanc sur case noire c1 · cercle blanc sur case noire g1 | cercle blanc sur case noire h6 · Pion noir sur case noire c5 · cercle blanc sur case noire g5 · cercle blanc sur case noire d4 · cercle blanc sur case noire f4 · Fou blanc sur case noire e3 · cercle blanc sur case noire d2 · cercle blanc sur case noire f2 · cercle blanc sur case noire c1 · cercle blanc sur case noire g1 | cercle blanc sur case noire h6 · Pion noir sur case noire c5 · cercle blanc sur case noire g5 · cercle blanc sur case noire d4 · cercle blanc sur case noire f4 · Fou blanc sur case noire e3 · cercle blanc sur case noire d2 · cercle blanc sur case noire f2 · cercle blanc sur case noire c1 · cercle blanc sur case noire g1 | cercle blanc sur case noire h6 · Pion noir sur case noire c5 · cercle blanc sur case noire g5 · cercle blanc sur case noire d4 · cercle blanc sur case noire f4 · Fou blanc sur case noire e3 · cercle blanc sur case noire d2 · cercle blanc sur case noire f2 · cercle blanc sur case noire c1 · cercle blanc sur case noire g1 | cercle blanc sur case noire h6 · Pion noir sur case noire c5 · cercle blanc sur case noire g5 · cercle blanc sur case noire d4 · cercle blanc sur case noire f4 · Fou blanc sur case noire e3 · cercle blanc sur case noire d2 · cercle blanc sur case noire f2 · cercle blanc sur case noire c1 · cercle blanc sur case noire g1 | 2 |
| 1 | cercle blanc sur case noire h6 · Pion noir sur case noire c5 · cercle blanc sur case noire g5 · cercle blanc sur case noire d4 · cercle blanc sur case noire f4 · Fou blanc sur case noire e3 · cercle blanc sur case noire d2 · cercle blanc sur case noire f2 · cercle blanc sur case noire c1 · cercle blanc sur case noire g1 | cercle blanc sur case noire h6 · Pion noir sur case noire c5 · cercle blanc sur case noire g5 · cercle blanc sur case noire d4 · cercle blanc sur case noire f4 · Fou blanc sur case noire e3 · cercle blanc sur case noire d2 · cercle blanc sur case noire f2 · cercle blanc sur case noire c1 · cercle blanc sur case noire g1 | cercle blanc sur case noire h6 · Pion noir sur case noire c5 · cercle blanc sur case noire g5 · cercle blanc sur case noire d4 · cercle blanc sur case noire f4 · Fou blanc sur case noire e3 · cercle blanc sur case noire d2 · cercle blanc sur case noire f2 · cercle blanc sur case noire c1 · cercle blanc sur case noire g1 | cercle blanc sur case noire h6 · Pion noir sur case noire c5 · cercle blanc sur case noire g5 · cercle blanc sur case noire d4 · cercle blanc sur case noire f4 · Fou blanc sur case noire e3 · cercle blanc sur case noire d2 · cercle blanc sur case noire f2 · cercle blanc sur case noire c1 · cercle blanc sur case noire g1 | cercle blanc sur case noire h6 · Pion noir sur case noire c5 · cercle blanc sur case noire g5 · cercle blanc sur case noire d4 · cercle blanc sur case noire f4 · Fou blanc sur case noire e3 · cercle blanc sur case noire d2 · cercle blanc sur case noire f2 · cercle blanc sur case noire c1 · cercle blanc sur case noire g1 | cercle blanc sur case noire h6 · Pion noir sur case noire c5 · cercle blanc sur case noire g5 · cercle blanc sur case noire d4 · cercle blanc sur case noire f4 · Fou blanc sur case noire e3 · cercle blanc sur case noire d2 · cercle blanc sur case noire f2 · cercle blanc sur case noire c1 · cercle blanc sur case noire g1 | cercle blanc sur case noire h6 · Pion noir sur case noire c5 · cercle blanc sur case noire g5 · cercle blanc sur case noire d4 · cercle blanc sur case noire f4 · Fou blanc sur case noire e3 · cercle blanc sur case noire d2 · cercle blanc sur case noire f2 · cercle blanc sur case noire c1 · cercle blanc sur case noire g1 | cercle blanc sur case noire h6 · Pion noir sur case noire c5 · cercle blanc sur case noire g5 · cercle blanc sur case noire d4 · cercle blanc sur case noire f4 · Fou blanc sur case noire e3 · cercle blanc sur case noire d2 · cercle blanc sur case noire f2 · cercle blanc sur case noire c1 · cercle blanc sur case noire g1 | 1 |
|   | a | b | c | d | e | f | g | h |   |

## Histoire

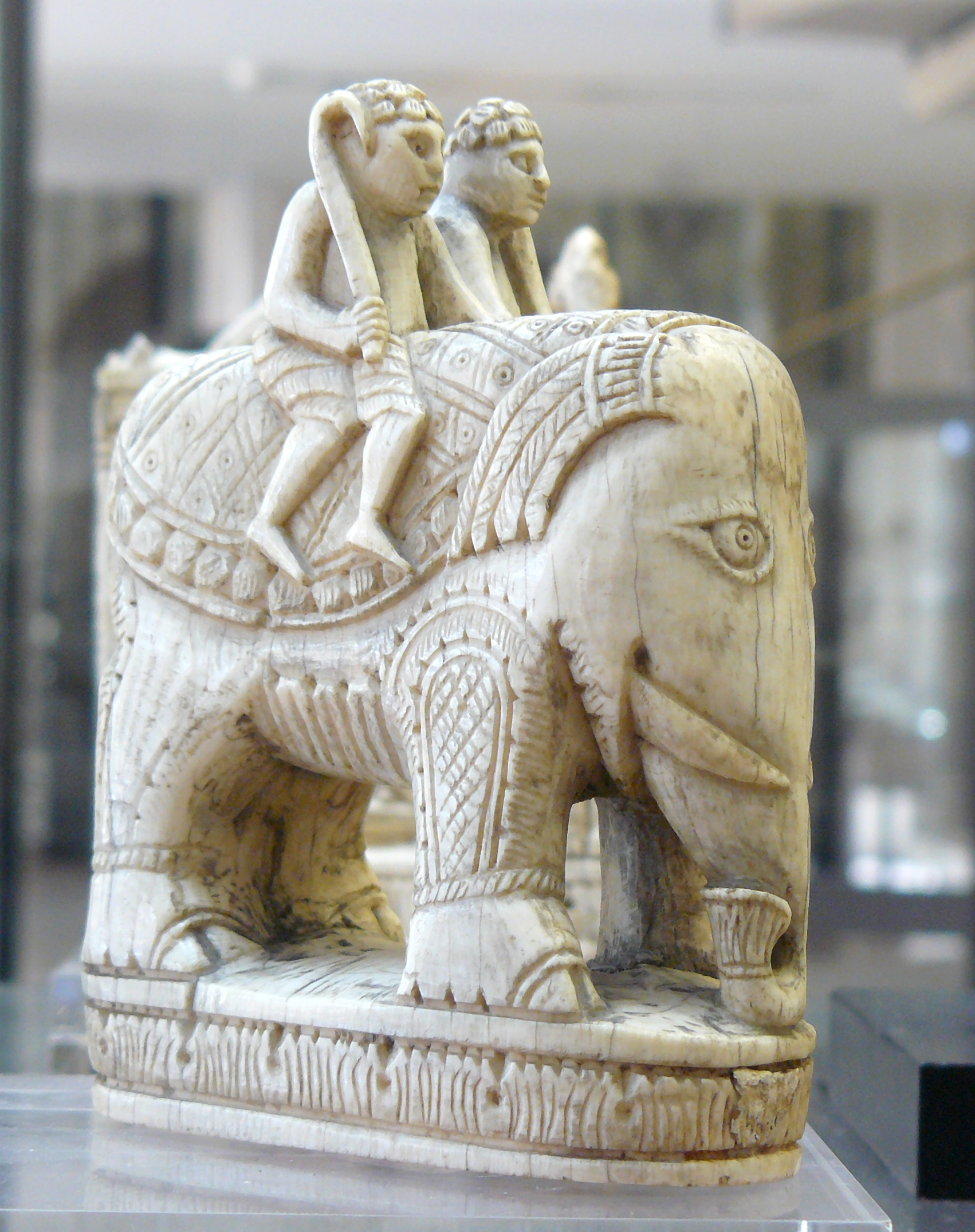
Éléphant (fou) en ivoire d’éléphant d’un jeu d’échecs du XIe siècle provenant d’Italie méridionale, dit de Charlemagne.

Le précurseur du fou dans les échecs médiévaux (chatrang) était l'alfil, signifiant « éléphant ». Ce dernier pouvait sauter deux cases en diagonale, le cas échéant par-dessus une autre pièce. En conséquence, chaque fil était restreint à huit cases, et aucun ne pouvait en attaquer un autre.
L’étymologie la plus vraisemblable du nom de cette pièce est sa racine foule qui en vieux persan signifie « éléphant » – fîl (فیل) en persan moderne. Il s’agit de la fonction originelle de cette pièce en Inde et en Perse. Dans certains jeux d’échecs, si le fou se présente sous la forme d’un éléphant on le doit, dit-on, à Abul-Abbas, l'éléphant blanc de Charlemagne[réf. nécessaire]. En ancien français, la pièce était appelée alfin ou aufin. En espagnol, elle s'appelle alfil (mot uniquement utilisé dans le contexte du jeu d'échecs), et en italien, alfiere. Ces trois termes proviennent de l'arabe al-fil (الفيل), lui-même provenant du perse pīl, qui signifient tous deux « éléphant ». En russe, слон signifie également « éléphant ». Le mot fou s'est ensuite imposé, probablement par rapprochement avec le fou du roi.
Le fou moderne est apparu pour la première fois peu après 1200 dans une variante du jeu. Une pièce avec ce déplacement, appelée cocatrix ou crocodile, fait partie de la Grande Acedrex dans le Libro de los juegos compilé en 1283 pour le roi Alphonse X de Castille. Ce jeu est attribué à l'« Inde », terme alors très vague. Environ un demi-siècle plus tard, Muḥammad ibn Maḥmud al-Āmulī, dans son Trésor des sciences, décrit une forme étendue d'échecs avec deux pièces se déplaçant « comme la tour mais obliquement ».
Indépendamment, le fou a été également inventé au Japon aux environs de la même période (XIIIe siècle), où il était inclus aux shō shōgi et dai shōgi. Il demeure présent dans le shōgi moderne en qualité de descendant direct du shō shōgi.
Cette pièce est aussi désignée comme l'évêque en anglais (bishop), en portugais (bispo), en islandais (biskup). Ainsi, dans le jeu de pièces Staunton, le sommet de la pièce évoque la forme d'une mitre d'évêque.
Il existe une troisième désignation signifiant « coureur » ou chasseur notamment en allemand (Läufer), en néerlandais (loper), en suédois (löpare), en danois (løber), en slovène (lovec), en hongrois (futó).

## Stratégie
En tant que pièce à longue portée, un fou sera souvent plus utile dans une position ouverte, sans pions centraux pour bloquer le centre. Il peut être placé en fianchetto afin de contrôler le centre.

### Les fous de couleurs opposées
Lorsque chaque joueur n'a plus qu'un fou et qu'ils sont sur des cases de différentes couleurs, on parle de « fous de couleurs opposées. » C'est, en milieu de partie, un avantage pour le camp qui attaque, car l'autre joueur ne peut utiliser son fou pour défendre ce que le fou adverse menace.
À l'inverse, en finale les fous de couleurs opposées sont un avantage pour le défenseur car, même si son adversaire jouit d'un pion de plus, voire parfois de deux dans certaines positions, les chances d'obtenir la nulle sont bonnes.

### Sacrifices
Le fou est souvent à l'origine de sacrifices :
- soit sur f2 ou f7 si le roi adverse est resté au centre, ces pions n'étant défendus que par le roi ;
- soit sur h2 ou h7 si le petit roque adverse a été effectué, ce qui conduit à l'ouverture de la colonne h, l'attaque mettant souvent en jeu dame et cavalier[5] ;
- soit en h3 ou h6 si le petit roque a été effectué et le pion h a avancé, ce qui conduit à l'ouverture de la colonne g.

### La paire de fous
Avoir la paire de fous est souvent considéré comme un avantage puisqu'elle permet de contrôler des cases des deux couleurs. Pour lutter contre une paire de fous, il est possible d'essayer d'échanger l'un des deux fous afin de se retrouver dans une position « fou contre cavalier » ou « fou contre fou »

### Bon fou et mauvais fou
On parle couramment de « bon fou » et de « mauvais fou ». Le bon fou est celui dont les pions sont placés sur des cases d'une autre couleur que celle sur laquelle il se trouve, le mauvais fou a au contraire « la vue obstruée » par ses propres pions, notamment centraux, qui se trouvent sur des cases de même couleur que celles où il se déplace.
Jeremy Silman a écrit que le bon fou et le mauvais fou sont pour lui des concepts limités, car pour lui l'important est qu'un fou soit « actif ». Il écrit qu'un tel fou « peut aussi bien être mauvais que bon » du moment qu'il joue un rôle bien défini. Dans le cas où un mauvais fou serait inactif, il conseille de l'échanger contre un cavalier adverse, de le rendre « bon » en déplaçant les pions afin qu'ils se trouvent sur des cases d'une autre couleur ou encore de le poster devant la chaine de pions.

### Finales
Un fou seul ne permet pas de mater mais il est possible de le faire avec deux fous contre un roi dépouillé en utilisant le roi pour soutenir ses pièces.
Dans les finales « pion contre fou », il est facile d'annuler car le fou, en tant que pièce à longue portée, pourra facilement se sacrifier pour prendre le pion.

## Symboles
En Unicode, les symboles sont :
- U+2657 ♗ fou blanc du jeu d'échecs (HTML : &#9815; )
- U+265D ♝ fou noir du jeu d'échecs (HTML : &#9821; )